# Eurovoetbal
Eurovoetbal was een internationaal voetbaltoernooi voor jeugdspelers (vanaf 2008 t/m 17 jaar met drie dispensatiespelers t/m 18 jaar) dat jaarlijks rond de stad Groningen werd georganiseerd in het weekend van Pinksteren. De wedstrijden op vrijdag (en eventueel donderdag) werden gespeeld in het Oosterpark Stadion en het Abe Lenstra Stadion. De wedstrijden op zaterdag en zondag werden gespeeld in Stadion Esserberg. De wedstrijden duurden 2 × 25 minuten met 5 minuten pauze.
In oorsprong was het een coproductie van de Groninger amateurvoetbalclubs Be Quick, Velocitas en GRC. Zij vierden in 1977 elk een jubileum, respectievelijk het 90-, 80- en 75-jarig bestaan. Velo-man Bé Tent, Be Quick - Gerard Driever en Jacques d'Ancona namen het initiatief om in elk geval een gezamenlijke festiviteit te organiseren, een prestigieus jeugdtoernooi. 5500 toeschouwers zagen het Londense Crystal Palace het eerste toernooi winnen. Het toeschouwersrecord was 45.800 (1999).
Hét gezicht van Eurovoetbal was Jacques d'Ancona, eerst als scheidsrechter betrokken, maar later ook als voorzitter en vicevoorzitter. Nadien was hij nog bij het toernooi betrokken als lid van de Raad van Advies.
In 2003 werd het toernooi gewonnen door het Argentijnse Boca Juniors. De editie 2007 is gewonnen door de thuisspelende vereniging FC Groningen. Met ingang van het toernooi van 2008 werden enkele wijzigingen doorgevoerd in de toernooi-opzet van Eurovoetbal. Zo was het toernooi niet langer meer voor spelers in de leeftijdscategorie onder-19 (oftewel t/m 19 jaar), zoals het voorheen altijd was geweest, maar werd de leeftijdsgrens verlaagd naar de categorie onder-17 (oftewel t/m 17 jaar). De belangrijkste reden die aan deze wijziging ten grondslag lag, was de verwachting dat de organisatie met deze verandering, en enkele kwaliteitsinjecties binnen de organisatie, weer de Europese topploegen naar het toernooi kon halen.
Eurovoetbal wist zich met bovenstaand deelnemersveld in combinatie met de bestaande kwaliteit van de organisatie wederom aan de internationale top van de internationale jeugdvoetbaltoernooien te vestigen.
In 2012 was de laatste editie van Eurovoetbal; de editie 2013 werd afgelast. De organisatie liet op 18 september 2013 weten dat er een gebrek aan geld en perspectief was. Hiermee eindigde het toernooi na 36 edities voorgoed.

## Finales en beste spelers
| Jaar | Winnaar                    | Finalist                   | Uitslag      | Beste speler                                                                     |
| ---- | -------------------------- | -------------------------- | ------------ | -------------------------------------------------------------------------------- |
| 1977 | Crystal Palace FC          | Werder Bremen              | 1-0          |                                                                                  |
| 1978 | Blackburn Rovers FC        | Feyenoord                  | 2-1          |                                                                                  |
| 1979 | Ajax                       | AC Milan                   | 3-0          | Johnny Holshuijsen                                                               |
| 1980 | Everton FC                 | PSV                        | 2-1          |                                                                                  |
| 1981 | NAC Breda                  | Tsjechoslowakije           | 1-1 ns (4-3) | Luboš Kubík                                                                      |
| 1982 | Everton FC                 | FC Groningen               | 3-1          |                                                                                  |
| 1983 | Tsjechoslowakije           | Nederland                  | 2-0          | Karel Kula                                                                       |
| 1984 | Ajax                       | Tsjechoslowakije           | 1-0          | Edwin Godee                                                                      |
| 1985 | Tsjechoslowakije           | DDR                        | 1-0          | Ulf Kirsten                                                                      |
| 1986 | FC Groningen               | DDR                        | 2-0          | Jaroslav Vodička                                                                 |
| 1987 | Nottingham Forest FC       | Ajax                       | 3-2          |                                                                                  |
| 1988 | Nottingham Forest FC       | PSV                        | 2-1          |                                                                                  |
| 1989 | PSV                        | Malmö FF                   | 1-0 nv       |                                                                                  |
| 1990 | Sovjet-Unie                | Ajax                       | 1-0 nv       |                                                                                  |
| 1991 | PSV                        | Galatasaray SK             | 4-0          | Bert Zuurman                                                                     |
| 1992 | FC Barcelona               | PSV                        | 3-1          |                                                                                  |
| 1993 | Feyenoord                  | Ajax                       | 2-0          | Clarence Seedorf                                                                 |
| 1994 | Ajax                       | FC Groningen               | 4-0          | Patrick Kluivert                                                                 |
| 1995 | Sporting Clube de Portugal | Universidad Catolica       | 1-0          | Nelson Garrido Sander van Gessel                                                 |
| 1996 | Feyenoord                  | Sporting Clube de Portugal | 2-1          | –                                                                                |
| 1997 | SL Benfica                 | Feyenoord                  | 2-1          |                                                                                  |
| 1998 | CR Flamengo                |                            |              |                                                                                  |
| 1999 | Ajax                       | SC Heerenveen              | 3-1          | Daniel Jensen                                                                    |
| 2000 | Feyenoord                  | PSV                        | 3-1          | Pius Ikedia                                                                      |
| 2001 | Rode Ster Belgrado         | FC Twente                  | 1-0          | Aleksandar Luković                                                               |
| 2002 | Newcastle United FC        | FC Twente                  | 4-0          | Michael Chopra                                                                   |
| 2003 | Boca Juniors               | Partizan Belgrado          | 2-2 ns (4-3) | Fernando Gago                                                                    |
| 2004 | Boca Juniors               | Feyenoord                  | 1-0          | Gastón Sangoy                                                                    |
| 2005 | CD Guadalajara             | Boca Juniors               | 2-1          | Christian Armas Rogier Krohne                                                    |
| 2006 | SC Internacional           | AZ                         | 2-0          | Taison (Porto Alegre, spelersjury) Ruud Vormer (AZ, publiekskeuze)               |
| 2007 | FC Groningen               | Slavia Praag               | 2-0          | Stefan Nijland (FC Groningen, spelersjury) Taison (Internacional, publiekskeuze) |
| 2008 | FC Bayern München          | Fenerbahçe SK              | 3-1          | İsa Taştemir (Fenerbahçe) Nicola Sansone (Bayern Munchen)                        |
| 2009 | Valencia                   | SC Heerenveen              | 2-1          | Filip Đuričić                                                                    |
| 2010 | FC Groningen               | Ajax                       | 1-1 ns (4-2) | Luis Pedro da Silva Ferreira                                                     |
| 2011 | Sporting Clube de Portugal | FC Groningen/Cambuur       | 2-0          |                                                                                  |
| 2012 | FC Groningen/Cambuur       | Ajax Cape Town             | 1-1 ns       |                                                                                  |